# Ахметов Руслан Юсупджанович
Руслан Юсупджанович Ахметов (* 19 лютого 1940–23 липня 2005) — радянський актор. Працював у Московському театрі-студії кіноактора. Наприкінці життя хворів на цукровий діабет.

## Фільмографія
- 1958 — Солдатське серце — Алім Ахмедов
- 1959 — Ранковий рейс (короткометражний) — Вагіс
- 1961 — В дорозі (короткометражний) — студент з гітарою
- 1964 — Буря над Азією — Джамал Ахмедов
- 1965 — Двадцять шість бакинських комісарів — Ашраб
- 1966 — Айболить-66 — епізод
- 1966 — Кавказька полонянка, або Нові пригоди Шурика — Едік
- 1967 — За нами Москва — Шелашкуров
- 1967 — На Київському напрямку — Ахметов, солдат
- 1968 — Білий рояль — Шоді, молодий композитор
- 1968 — По Русі — епізод
- 1969 — Адам і Хева — уповноважений
- 1969 — Ватерлоо — французький офіцер
- 1969 — Коли кваплять хвилини (короткометражний)
- 1970 — Морський характер — морський піхотинець
- 1970 — Ті, що зберегли вогонь — водій
- 1971 — 12 стільців — актор театру «Колумб»
- 1971 — Захар Беркут — боярин
- 1971 — Тут проходить кордон — прикордонник
- 1972 — Руслан і Людмила — Ратмір
- 1973 — Високе звання — мадяр
- 1973 — Дмитрій Кантемір — Алі-Бей
- 1973 — За годину до світанку — Садик Курнабаев, кочегар
- 1974 — Хто був нічим... — Абдулло-бек
- 1974 — Птахи над містом — Ченгіз
- 1975 — …той стане всім… — Абдулло
- 1977 — Кільця Альманзора — Ахмет, пірат
- 1979 — Місто прийняв — Дубровський
- 1979 — Кілька днів з життя І. І. Обломова — турок в Петербурзі
- 1980 — Розслідування — Джамулінг
- 1980 — Сліпа куля — епізод
- 1981 — Брелок з секретом — людина в тюбетейці
- 1981 — Рідня — таксист
- 1987 — У нетрях, де ріки біжать… — Великий Олень
- 1989 — Жінки, яким пощастило — Абдуллаєв
- 1990 — Яри — барханів, начальник міліції
- 1992 — Луна-парк — гість на ювілеї
- 1992 — На Дерибасівській гарна погода, або На Брайтон-Біч знову йдуть дощі — Насрулаев
- 1993 — Кодекс безчестя — вантажник в аеропорту
- 1996 — Наукова секція пілотів — епізод
- 1996 — Привіт, дурні! — замовник
- 2004 — Час жорстоких — Джамал Сафарович

## Крилаті фрази
«Нехай буде проклятий той день, коли я сів за кермо цього пилососа!», «Недарма казав мудрий Абу Ахмат ібн Бей, колишній водій — … врахуй Едік, навіть Аллах не знає куди дівається іскра у цього двигуна внутрішнього згоряння! Нехай буде проклятий його карбюратор!» «У районі епідемія, поголовні щеплення. Ящур.»